# Kevin Porter
Kevin Porter, född 12 mars 1986, är en amerikansk före detta professionell ishockeyspelare som spelade i National Hockey League (NHL) för Phoenix Coyotes, Colorado Avalanche, Buffalo Sabres och Pittsburgh Penguins.
Han vann Stanley Cup för säsongen 2015–2016.

## Statistik

### Klubbkarriär
| 2002–03    | U.S. NTDP U17                  | USDP       | 19  | 9  | 11 | 20 | 8  | —  | — | — | — | —  |
| 2002–03    | U.S. NTDP U18                  | USDP       | 13  | 1  | 2  | 3  | 2  | —  | — | — | — | —  |
| 2002–03    | Team USA                       | NAHL       | 40  | 19 | 9  | 28 | 17 | —  | — | — | — | —  |
| 2003–04    | Team USA                       | NAHL       | 11  | 3  | 8  | 11 | 4  | —  | — | — | — | —  |
| 2003–04    | U.S. NTDP U18                  | USDP       | 44  | 5  | 21 | 26 | 26 | —  | — | — | — | —  |
| 2004–05    | University of Michigan         | CCHA       | 39  | 11 | 13 | 24 | 51 | —  | — | — | — | —  |
| 2005–06    | University of Michigan         | CCHA       | 39  | 17 | 21 | 38 | 30 | —  | — | — | — | —  |
| 2006–07    | University of Michigan         | CCHA       | 41  | 24 | 34 | 58 | 16 | —  | — | — | — | —  |
| 2007–08    | University of Michigan         | CCHA       | 43  | 33 | 30 | 63 | 18 | —  | — | — | — | —  |
| 2007–08    | San Antonio Rampage            | AHL        | —   | —  | —  | —  | —  | 7  | 0 | 4 | 4 | 0  |
| 2008–09    | Phoenix Coyotes                | NHL        | 34  | 5  | 5  | 10 | 4  | —  | — | — | — | —  |
| 2008–09    | San Antonio Rampage            | AHL        | 42  | 13 | 22 | 35 | 14 | —  | — | — | — | —  |
| 2009–10    | San Antonio Rampage            | AHL        | 52  | 15 | 25 | 40 | 31 | —  | — | — | — | —  |
| 2009–10    | Phoenix Coyotes                | NHL        | 4   | 0  | 0  | 0  | 0  | —  | — | — | — | —  |
| 2009–10    | Lake Erie Monsters             | AHL        | 4   | 1  | 0  | 1  | 2  | —  | — | — | — | —  |
| 2009–10    | Colorado Avalanche             | NHL        | 16  | 2  | 1  | 3  | 0  | 4  | 0 | 0 | 0 | 0  |
| 2010–11    | Colorado Avalanche             | NHL        | 74  | 14 | 11 | 25 | 27 | —  | — | — | — | —  |
| 2011–12    | Colorado Avalanche             | NHL        | 35  | 4  | 3  | 7  | 17 | —  | — | — | — | —  |
| 2012–13    | Rochester Americans            | AHL        | 48  | 15 | 29 | 44 | 38 | —  | — | — | — | —  |
| 2012–13    | Buffalo Sabres                 | NHL        | 31  | 4  | 5  | 9  | 10 | —  | — | — | — | —  |
| 2013–14    | Buffalo Sabres                 | NHL        | 12  | 0  | 1  | 1  | 2  | —  | — | — | — | —  |
| 2013–14    | Rochester Americans            | AHL        | 50  | 19 | 17 | 36 | 24 | 5  | 0 | 3 | 3 | 0  |
| 2014–15    | Grand Rapids Griffins          | AHL        | 76  | 16 | 23 | 39 | 25 | 16 | 1 | 3 | 4 | 14 |
| 2015–16    | Pittsburgh Penguins            | NHL        | 41  | 0  | 3  | 3  | 0  | —  | — | — | — | —  |
| 2015–16    | Wilkes-Barre/Scranton Penguins | AHL        | 16  | 5  | 4  | 9  | 4  | —  | — | — | — | —  |
| 2016–17    | Wilkes–Barre/Scranton Penguins | AHL        | 69  | 11 | 35 | 46 | 50 | 5  | 0 | 6 | 6 | 2  |
| 2016–17    | Pittsburgh Penguins            | NHL        | 2   | 0  | 0  | 0  | 0  | —  | — | — | — | —  |
| 2017–18    | Rochester Americans            | AHL        | 66  | 17 | 25 | 42 | 20 | 3  | 1 | 4 | 5 | 0  |
| 2018–19    | Rochester Americans            | AHL        | 58  | 10 | 29 | 39 | 37 | 3  | 1 | 1 | 2 | 7  |
| 2019–20    | Rochester Americans            | AHL        | 47  | 7  | 16 | 23 | 30 | —  | — | — | — | —  |
| NHL totalt | NHL totalt                     | NHL totalt | 249 | 29 | 29 | 58 | 60 | 4  | 0 | 0 | 0 | 0  |

### Internationellt
| År            | Lag           | Turnering     | Resultat      |    | Matcher | Mål | Assist | Poäng | Utv |
| ------------- | ------------- | ------------- | ------------- | -- | ------- | --- | ------ | ----- | --- |
| 2003          | USA           | U18           | 4:a           | 6  | 0       | 2   | 2      | 30    |     |
| 2004          | USA           | U18           | 2             | 6  | 2       | 6   | 8      | 4     |     |
| 2005          | USA           | JVM           | 4:a           | 7  | 3       | 2   | 5      | 6     |     |
| 2006          | USA           | JVM           | 4:a           | 7  | 2       | 4   | 6      | 2     |     |
| Junior totalt | Junior totalt | Junior totalt | Junior totalt | 26 | 7       | 14  | 21     | 42    |     |